# Catharijnesingel
Catharijnesingel – historyczny kanał w Utrechtcie w Holandii. W latach 1968–2010 ulica (Catharijnebaan). W 2022 roku odbudowa kanału została nagrodzona European Prize for Urban Public Space. 

## Historia
Wraz ze wzrostem ilości samochodów w mieście władze Utrechtu zastanawiały się jak usprawnić system drogowy. W 1959 roku poproszono o pomoc niemieckiego specjalistę od ruchu drogowego Maxa E. Feuchtingera, który zaproponował zasypanie otaczających miasto kanałów (dawnej fosy) i zastąpienie ich dwupasmową obwodnicą. Propozycja ta spotykała się z protestem mieszkańców. W 1959 roku powstał Comité Binnenstad en Singels, który zmusił władze do powołania niezależnego specjalisty w celu zweryfikowania planów Feuchtingiera. J.A. Kuiper opracował w latach 1960–1962 nowy plan w którym zachowano wschodnią część kanałów. Decyzję o zasypaniu części kanału podjęto w 1968 roku. Zasypano kanał Weerdsingel i część Catharijnesingel. W ich miejscu powstała w centrum Utrechtu autostrada miejska  nosząca nazwę Catharijnebaan. Została ona zamknięta dla ruchu w 2010 roku.
Po zburzeniu dotychczasowego dworca i kilku budynków zbudowano centrum handlowe i usługowe Hoog Catharijne. Pod centrum biegł otwarty tunel będący pozostałością dawnego kanału w którym w latach 90. XX wieku mieszkali narkomani. Został on zagrodzony pod koniec XX wieku, a podczas przebudowy zbudowano nad nim przezroczystą podłogę, aby odwiedzający Hoog Catharijne mogli zobaczyć przepływające kanałem łodzie. Ponieważ Hoog Catharijne się zestarzało w 2006 roku rozpoczęto remont, który trwał do 2019 roku. 
W 1990 roku Ben Nijssen utworzył grupę Utrecht weer omsingeld! (Utrecht znów otoczony!), ktorej członkowie podjęli działania w celu przywrócenia kanałów. W 2002 roku przeprowadzono referendum w sprawie przywrócenia kanałów Weerdsingel i Catharijnesingel i przebudowy Hoog Catharijne.
Postanowiono zburzyć Catharijnebaan  i przekształcić ponownie w kanał. W 2020 roku kanał został odrestaurowany i udostępniony do zwiedzania. 25 sierpnia 2020 roku przekopano ostatni odcinek i do kanału wpuszczono wodę. Oficjalne otwarcie odbyło się 12 września 2020 roku.

## Nagrody
W 2022 roku odbudowa kanału została nagrodzona European Prize for Urban Public Space w konkursie organizowanym co 2 lata przez Centrum Kultury Współczesnej w Barcelonie. W edycji 2022 wzięło udział 328 realizacji z 35 państw w Europie. 

## Galeria

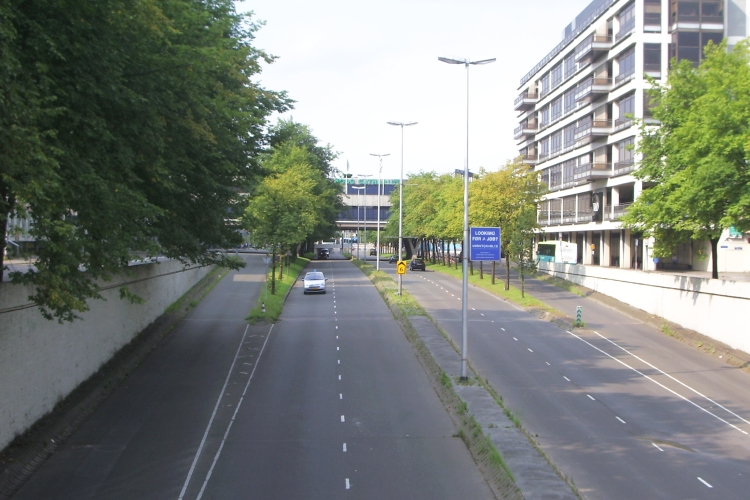
Catharijnebaan
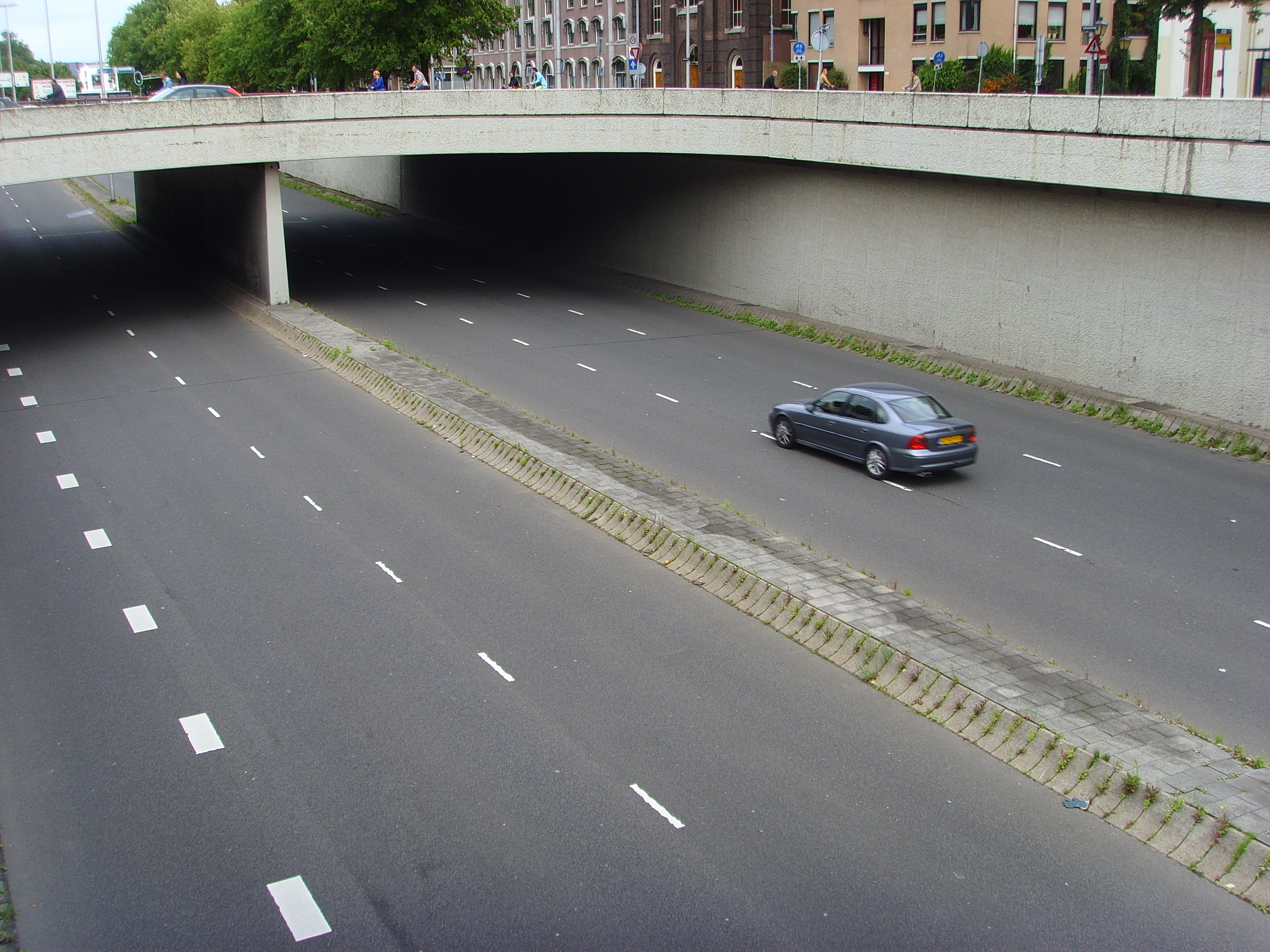
Catharijnebaan